# 대한민국 헌법 제48조
대한민국 헌법 제48조는 대한민국 헌법의 조항이다. 국회의원의 의무에 대해서 서술하고 있다.

## 본문
국회는 의장 1인과 부의장 2인을 선출한다.

## 같이 보기
- 대한민국 헌법 제3장
- 대한민국 국회